# Café Europa en uniforme
Pour plus de détails, voir Fiche technique et Distribution.
Café Europa en uniforme (titre original : G.I. Blues) est un film musical américain de Norman Taurog sorti en 1960, avec Elvis Presley.

## Synopsis
Edward McLean (Elvis Presley) est un soldat américain en mission en Allemagne après la Seconde Guerre mondiale. Il est aussi musicien et forme un groupe de rock 'n' roll avec deux autres conscrits. Pour gagner de l'argent, il tient le pari de passer une nuit entière avec Lili (Juliet Prowse), connue pour sa froideur envers les hommes. Après moult péripéties, les deux tombent amoureux.

## Fiche technique
- Titre : Café Europa en uniforme
- Titre original : G.I. Blues
- Réalisation : Norman Taurog
- Scénario : Edmund Beloin, Henry Garson
- Producteur : Hal B. Wallis
- Photographie : Loyal Griggs
- Direction artistique : Hal Pereira et Walter H. Tyler
- Décors : Sam Comer et Ray Moyer
- Costumes : Edith Head
- Montage : Warren Low
- Pays : États-Unis
- Genre : Film musical et comédie
- Format : 104 minutes
- Date de sortie : 1960

## Distribution
- Elvis Presley : Edward McLean
- Juliet Prowse : Lili
- James Douglas : Ricky
- Robert Ivers : Cookie
- Sigrid Maier : Marla
- Laeticia Roman : Tina
- Arch Johnson : Sergent McGraw
- Jeremy Slate : Turk
- Ludwig Stossel : le marionnettiste
- John Hudson : Capitaine Hobart
- Mickey Knox : Jeeter

## À noter
- Le scénario est une variation du thème de Don Juan au même titre que des œuvres comme Les Liaisons dangereuses ou Les Grandes Manœuvres, dont il reprend l'argument de base du pari autour de la conquête de l'héroïne.
- Le film fut tourné pendant que Presley faisait son service militaire en Allemagne de l'Ouest. On tourna alors aux studios Paramount Pictures d'Allemagne.